# روبرت مور (سياسي)
روبرت مور (بالإنجليزية: Robert Moore (Pennsylvania politician))‏ هو محامي وسياسي أمريكي، ولد في 30 مارس 1778، وتوفي في 14 يناير 1831. انتخب عضو مجلس نواب بنسيلفانيا وانتخب عضو مجلس النواب الأمريكي.